# Vox Dei
Vox Dei fue una banda argentina de rock procedente de Quilmes (Gran Buenos Aires), formada en 1967 y disuelta oficialmente 57 años más tarde, considerada junto a Los Gatos, Manal y Almendra como una de las fundacionales del movimiento de rock argentino, y una de las pocas en haberse mantenido en actividad durante tanto tiempo.
Entre sus hitos más importantes se destacan el haber realizado un álbum conceptual basado en textos y poemas de la Sagrada Escritura: La Biblia, de 1971, disco pionero en su tipo, en el ámbito del Rock en español. Su éxito "Presente (El momento en que estás)" ha sido considerada la séptima mejor canción de la historia del rock argentino por la cadena MTV y la revista Rolling Stone, en tanto que "Libros sapienciales" fue considerada la Nº 16, por el sitio web Rock.com.ar.

## Historia

### Primera etapa (1967-1970)

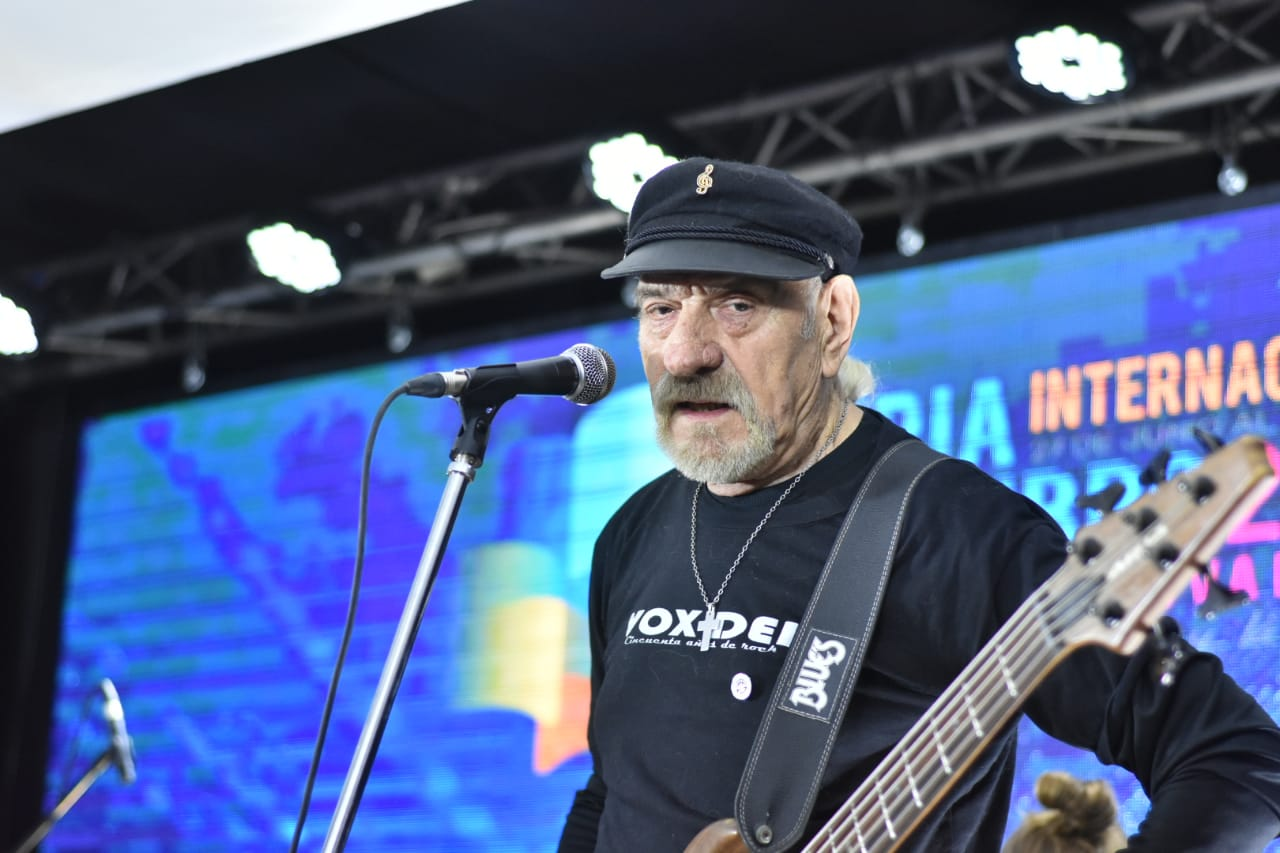
En ambas fotos, Willy Quiroga, bajista y vocalista de Vox Dei.

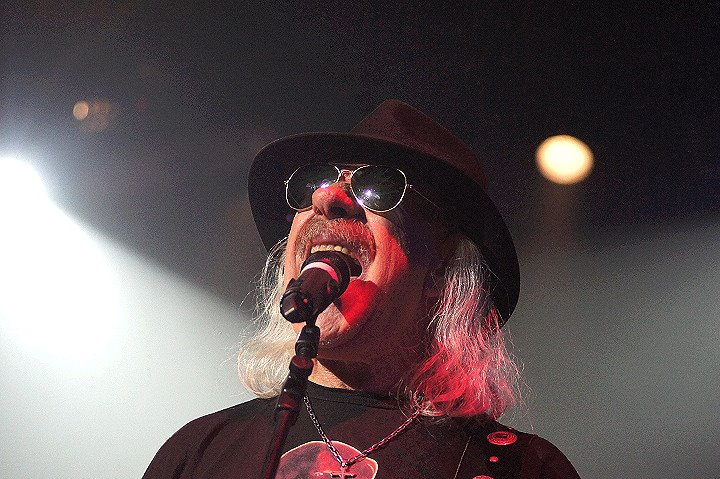

La banda se formó en la primavera de 1967 en Quilmes como Mach 4 y luego 1969 como Vox Dei cuando los contrata el sello independiente Mandioca. Rubén Basoalto en batería; Ricardo Soulé en guitarra y voz; Juan Carlos "Yodi" Godoy en guitarra y voz; y Willy Quiroga en bajo y voz. En un comienzo Soulé era el bajista y Quiroga el guitarrista, pero rápidamente invirtieron sus roles.
El repertorio inicial estaba integrado por temas de The Beatles, The Rolling Stones, The Kinks y The Byrds.
El grupo cantaba en inglés y pronto registraron un sencillo, todavía bajo el nombre de Mach 4, luego intercambiarían instrumentos entre Soulé y Quiroga pasando Quiroga al bajo por no dar el perfil que se buscaba en guitarra y sí en el bajo.
Sobre el origen del nombre Quiroga en una oportunidad dijo:

"Nosotros éramos Mach 4, un día Jorge Álvarez nos dijo: 'cambien el nombre'. Un día agarró un libro, hablaba de qué es la Justicia. Una persona estaba siendo juzgada y no estaba conforme de ser juzgada, porque estaba convencida de lo que había hecho. Terminaba como todo sabemos: la voz de lo que piensa la mayoría es lo que sucede, porque 'vox populi, vox dei...'. Y púmbate. Se los dije a mis compañeros, y a uno no le gustó... Rubén fue el único que estuvo de acuerdo. Y les dije, cualquier cosa lo cambiamos. Y quedó".
Willy Quiroga.

### Primeras grabaciones
Luego de un show en «Macu» en Quilmes los productores Jorge Álvarez y Pedro Pujó, les proponen grabar unos sencillos para su sello discográfico: Mandioca, pero debían cantar en español. Así sobre la marcha cambian el nombre a Vox Dei, el cual sería el definitivo.
Luego de presentarse en el Teatro Payró de Buenos Aires junto a Piel Tierna -otro grupo del momento, también miembros de la plantilla de Mandioca-, Luis Alberto Spinetta que estaba entre el público los felicita, pero no entiende como teniendo todo un lenguaje para cantar no lo hacían, automáticamente traducen la letra de Bitter Sugar a Azúcar amargo (Willy Quiroga) que se convertiría en uno de sus primeros temas editados por Mandioca, bajo el número MS-009, cuyo lado B era Quiero ser (Ricardo Soulé) en 1969.
En 1970 aparece su primer álbum por Mandioca, llamado Caliente, un álbum que los ubicó junto a Almendra y Manal como uno de los principales exponentes del nuevo género musical. 
El disco contenía el clásico «Presente (El momento en que estás)» que pasaría a convertirse en un himno de la música contemporánea argentina (además de convertirse en una de las canciones más importantes del rock argentino, y la Nº 7 según la encuesta conjunta de la MTV y la edición argentina de la revista Rolling Stone), y Canción para una mujer (que no está), que también se convertiría en un clásico de la banda. Este álbum fue presentado en el Teatro Ópera de Buenos Aires, junto a Manal, Arco Iris y Alma y Vida, logrando muy buenas críticas. Luego se presentan en la primera edición del festival «B.A. Rock», en noviembre de 1970, donde ofrecen un adelanto de La Biblia, disco que vería la luz pocos meses después, cosechando también buenos elogios.

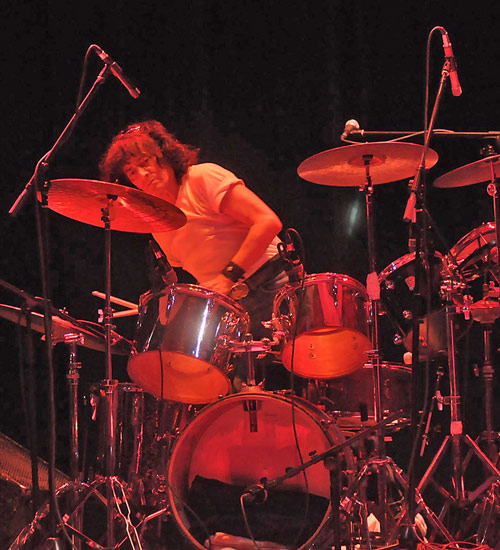
Ruben Basoalto, Baterista y vocalista de Vox Dei.

### La Bibliay el éxito (1971-1974)
A comienzos de 1970, empiezan a grabar su segundo disco La Biblia, el cual se termina en enero de 1971 y rápidamente es editado en forma de doble álbum por el sello Disc Jockey. Juan Carlos Godoy se retira de la banda luego de terminar en forma total todos los arreglos y composiciones de La Biblia. La banda se encontraba en el medio de un conflicto interno entre Soulé y los demás miembros. Ante la renuncia de Soulé a la banda, Godoy decide que debe ser él quien de un paso al costado para descomprimir la situación. Uno de los problemas había sido el pase de Mandioca a Disc Jockey, que había dejado en una situación comprometida a la discográfica que había confiado en ellos cuando los grandes sellos no lo habían hecho.
En marzo de 1971 sale a la luz La Biblia, doble vinilo de corte conceptual basado libremente en las Sagradas Escrituras, el cual es muy bien recibido. Las primeras presentaciones de este disco tuvieron lugar en el Teatro Alvear de Buenos Aires y en el Teatro Don Bosco de San Isidro, seguido por una gira nacional, con el guitarrista Nacho Smilari en reemplazo de Godoy, hecho éste que afectó al sonido más compacto que tenía el grupo previamente.
Al terminar la gira, empiezan las sesiones del siguiente disco. A fines de 1971 se edita el simple con los temas «Donde Has Estado Todo Este Tiempo» y «Tan Sólo un Hombre» y tras esto Nacho se retira del grupo con lo cual la banda pasa a ser un trío con la alineación conocida como la formación clásica: Quiroga - Basoalto - Soulé.
En 1972 llega su tercera placa titulada Jeremías Pies de Plomo compuesta por nueve canciones, y en la cual aparecen clásicos como «Jeremías, Pies de Plomo», «Ritmo y Blues con Armónicas» o «Detrás del Vidrio». Ese mismo año se regraba el repertorio del primer disco Caliente, editado dos años antes, al percatarse de que se había vuelto inconseguible, ya que el sello que lo editó (Mandioca) había desaparecido, y el álbum lógicamente se dejó de prensar. Las nuevas versiones, más roqueras pero con menos armonías vocales que las originales, se editan en un disco titulado Cuero caliente, que aparece a fines de 1972, y cuya portada original presentaba una bandera pirata, dando a entender que el ya agotado «Caliente» original estaba circulando en copias piratas.
A principios de 1973 se edita el primer disco en vivo llamado La Nave Infernal (el primero de una banda de rock argentino), compuesto en su mayoría por temas nuevos grabados en presentaciones realizadas en teatros de las ciudades de Buenos Aires, Córdoba y San Miguel de Tucumán, y último álbum para Disc Jockey, compañía de la que se desvinculan definitivamente; ya para mediados de año y firmando para el sello multinacional CBS, Vox Dei da a conocer Es una nube, no hay duda, su sexto álbum de estudio, con clásicos como Es una nube, no hay duda, Loco hacela callar y La verdadera historia de Sam, el montañés.
El año 1974 es un año de cambios: se edita el álbum Vox Dei para Vox Dei también por CBS, grabado con la colaboración del paranaense Carlos Rodríguez y luego de unas pocas presentaciones, Soulé y Rodríguez se alejan de la banda. Soulé lo hace por una decisión tomada con anterioridad a la grabación de dicho álbum, para comenzar su carrera solista. Ese disco dejó grandes temas como Es necesario salirte a buscar, La luz que crea, Quiero estar seguro de vivir y Quiero darte mis días.

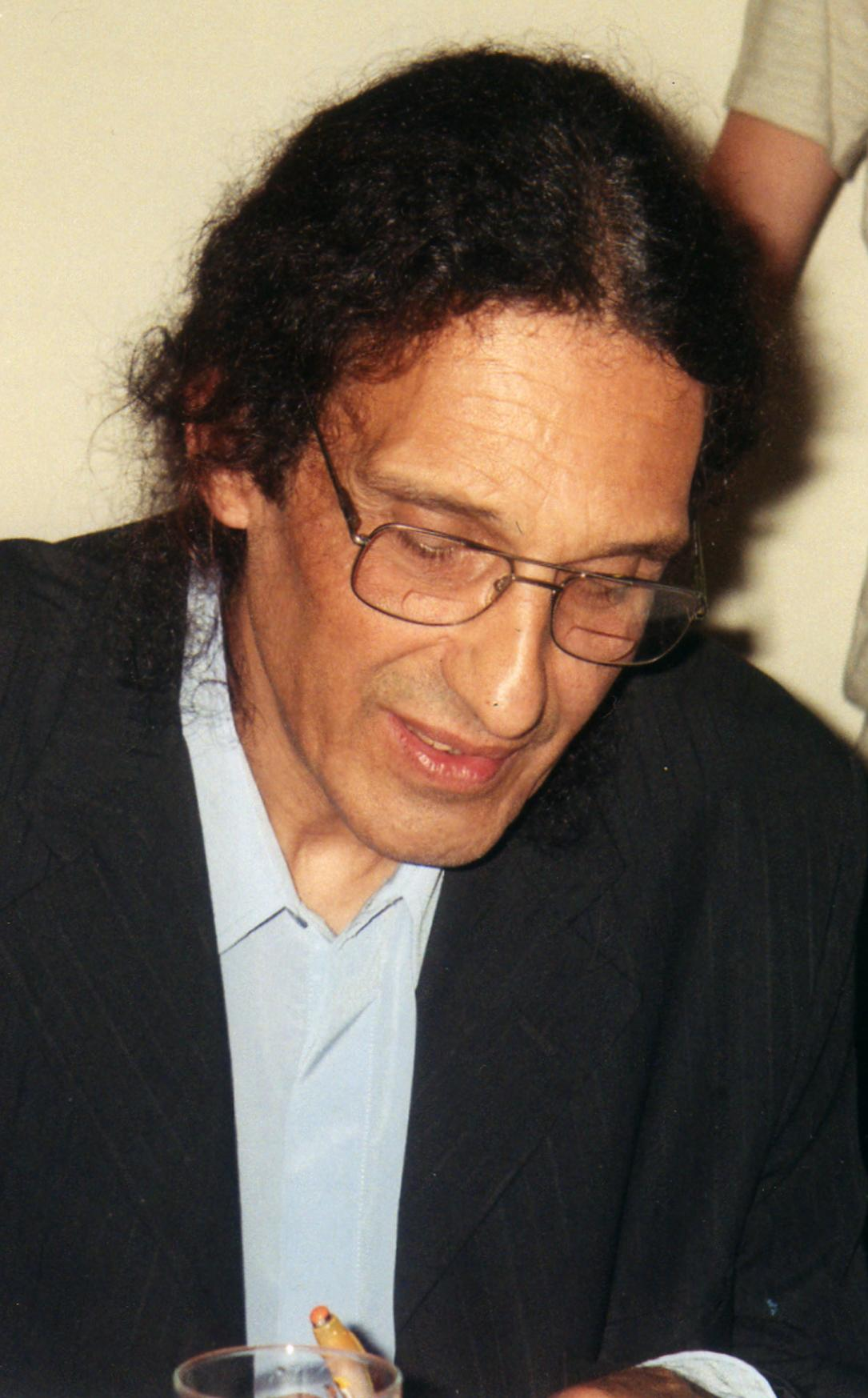
Ricardo Soulé, guitarrista y vocalista de la banda.

### Vox Dei sin Soulé (1975 - 1977)
Willy Quiroga y Rubén Basoalto rápidamente buscan reemplazo y los nuevos guitarristas serían Beto Fortunato y Carlos Michelini con quienes graban un tema titulado "Nada es tan difícil como estar vivo" para el compilado "Rock Competition" a fines de 1974, aunque solamente Carlos Michelini permanecería en la banda. En 1975 graban el LP Estamos en la pecera, que no fue valorado positivamente por la crítica de la época pero que posteriormente ha sido redescubierto por los seguidores del grupo y considerado como una obra diferente e importante dentro de la discografía de "Vox Dei". 
En 1976 Carlos Michelini se retira del grupo y se afinca en España. Tras esto entran Enrique "Avellaneda" Díaz y Raúl Fernández en guitarras, quienes habían tocado en "La Máquina" y también con Pappo, grabando así Ciegos de Siglos, álbum editado en 1976.
Tras la publicación de Ciegos de Siglos y las presentaciones del mismo, en 1977 termina el contrato de Vox Dei con la CBS, el cual dio como fruto 4 LP, aunque esta compañía norteamericana obtendría momentáneamente los derechos de Disc Jockey para reprensar y comercializar algunos discos del grupo, como Cuero Caliente o La Biblia, durante un tiempo limitado.

### Regreso de Soulé y separación (1978-1981)
A principios de 1978 Ricardo Soulé vuelve al grupo junto a Rubén y Willy, y juntos graban el álbum Gata de Noche editado a fines de ese mismo año, que coloca al trío nuevamente en carrera. Entre el año 1979 y 1980 el grupo compone, ensaya y presenta su nueva obra conceptual: El Cid Campeador, pero la discográfica Polydor, editora en aquel entonces de los discos del grupo se niega a grabarla y comienza un desgaste dentro del trío que culminaría con la separación del grupo.
Es entonces que Vox Dei da su último recital en abril de 1981, en el Estadio Obras Sanitarias de Buenos Aires.
Willy Quiroga forma su nueva banda denominada Destroyer con la que llega a editar un único disco autotitulado en 1982; Ricardo Soulé retorna a su carrera solista y en 1982 publica su segundo álbum solista, Romances de Gesta, por el sello Microfón, el cual recoge en parte material de aquella obra inédita sobre el Cid Campeador, y que contó con la colaboración de Edelmiro Molinari; por su parte Rubén Basoalto forma el trío Rompeases, con los antiguos miembros de Vox Dei Enrique «Avellaneda» Díaz en bajo y voz y Raúl Fernández en guitarra con quienes no llega a grabar.

### Primera reunión (1986 - 1989)
En 1986 Vox Dei se reagrupa, y para celebrar esta reunión deciden presentar La Biblia en el teatro Ópera de Buenos Aires, en noviembre de 1986, editando así mismo un disco en vivo, La Biblia en Vivo 1986. Un año antes habían obtenido un Premio Konex como una de las bandas de rock más importantes hasta ese momento.
En 1987 se cumple el vigésimo aniversario del grupo que se festeja en el Teatro Presidente Alvear con varias funciones a sala llena y en 1988 editan el primer álbum de estudio en diez años, titulado Tengo razones para seguir, aunque aparece por el pequeño sello "Magnatape", con modesta distribución y difusión.
Hacia finales de 1989 y dada la grave situación económica de la Argentina, Ricardo Soulé decide trasladarse a España y abandonar nuevamente la banda.

### Etapa de transición (1990 - 1994)
Una vez más, Ricardo Soulé había dejado Vox Dei y comienza un período de inestabilidad en su formación con varios guitarristas pasando por sus filas con la inclusión en primera guitarra de Sergio Pessina y Jorge León en voz y guitarra rítmica, luego vendrían guitarristas como Daniel Laira y Carlos Gardellini, aunque solamente Gardellini sería el definitivo. Nuevamente fortalecidos; Vox Dei regresa a los estudios de grabación y su nuevo álbum ahora se edita en CD por el sello DBN, se trata de Sin darle ya más vueltas de 1994, y consta de once nuevos temas. Las presentaciones se hicieron en lugares pequeños, dado que la banda no quería mucha exposición comercial.

### Segunda reunión (1996 - 1997)
En 1996 Soulé regresa de Europa y nuevamente ingresa a Vox Dei; el teatro Ópera nuevamente es el marco del regreso del trío clásico y en esta ocasión se graba un álbum en vivo, titulado El Regreso de la Leyenda compuesto por varios clásicos y cuatro temas nuevos.
En 1997 deciden regrabar su viejo álbum La Biblia (también conocido como La Biblia II) contando con la participación de Andrés Calamaro, Fito Páez y Alejandro Lerner. A finales de 1998 Soulé, decide alejarse nuevamente de Vox Dei.

### Willy Quiroga Vox Dei y retiro (1998 - 2024)

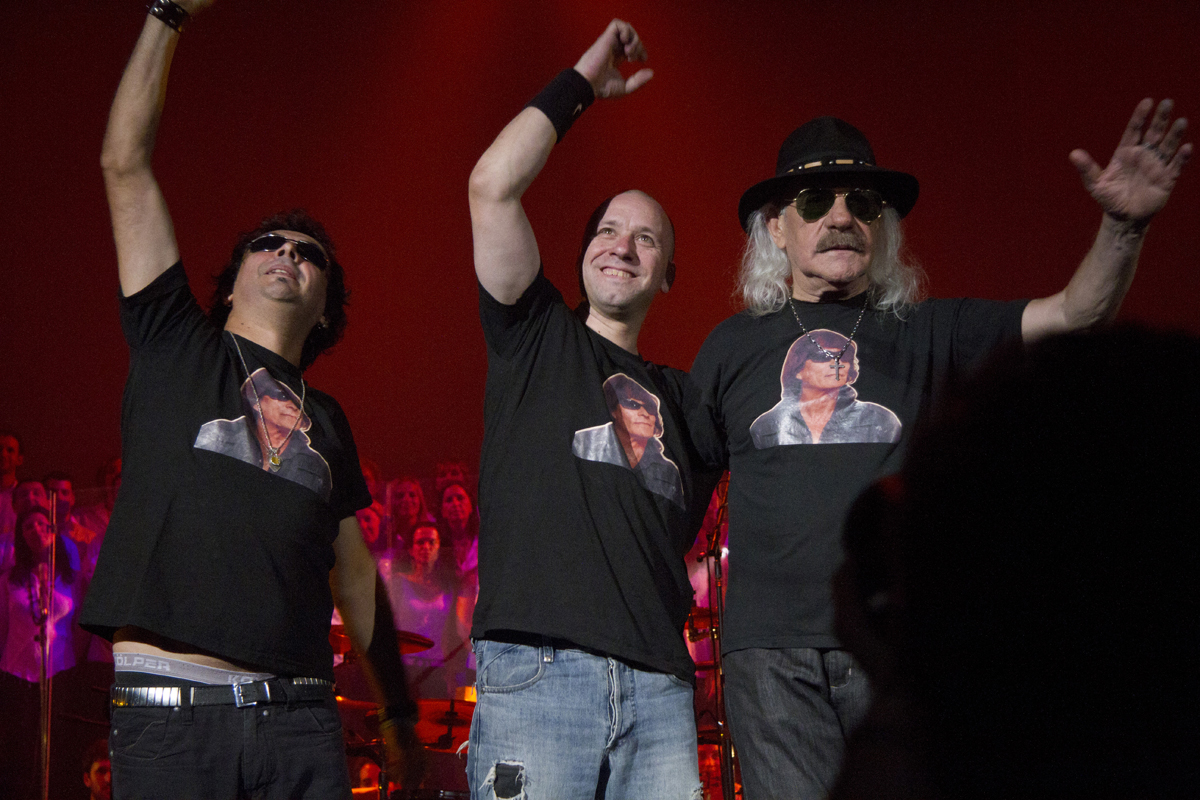
Vox Dei en 2012.

En 1998 Carlos Gardellini regresa como miembro de Vox Dei y una vez más la banda sigue en carrera. En noviembre de 2005 editan bajo su propio sello (La Rompe Records) su decimosexto álbum: El camino que consta en partes iguales de nuevos temas, y clásicos regrabados con un sonido actualizado.
A principios de 1999 Soulé decide intentar nuevamente una nueva etapa solista, la cual perdura hasta hoy, habiendo realizado numerosas giras.
2007 es el año del 40.° aniversario de Vox Dei, y el 7 de julio comenzaron los festejos con la edición de un disco doble en vivo y el primer DVD del grupo; ambos llamados Vox Dei en Vivo, los cuales recogen el show del teatro Ateneo de Buenos Aires, del año 2005, en el que se presentó el álbum El camino.
En mayo de 2010 Vox Dei integra la celebración por el Bicentenario de Argentina. Ese año, el 3 de noviembre de 2010 fallece Rubén Basoalto, baterista y miembro fundador, que estuvo en todas las formaciones que tuvo la banda. Aunque Willy pensó en terminar la banda ante este suceso, los fanes le dieron fuerza para seguir y, con la ayuda de su hijo Simón Quiroga en la batería, además de excelente alumno de su «tío» Rubén, el grupo sigue en pie junto a Carlos Gardellini hasta hoy.
En 2013 la banda grabó el videoclip de «Soltando lastre», canción perteneciente al álbum El camino, el cual fue estrenado el lunes 10 de junio de 2013 en Youtube. En octubre de ese año, regresaba al grupo Yodi Godoy pero únicamente para algunas presentaciones de La Biblia. La primera de éstas fue en el Luna Park, el 15 de octubre de 2013, teniendo luego lugar una siguiente presentación en Quilmes, en mayo del 2014, concluyendo así esta memorable reunión de la trilogía Soulé - Godoy - Quiroga, quienes no actuaban juntos en Vox Dei desde hacía más de 40 años, en los que Godoy continuó haciendo música por su cuenta así como dedicándose a la pintura y a la escultura. Finalmente, en el mes de Noviembre editan La Biblia 40 años; grabada en vivo en el teatro San Martín en 2011 con un coro de 50 personas y miembros del grupo The End como invitados.

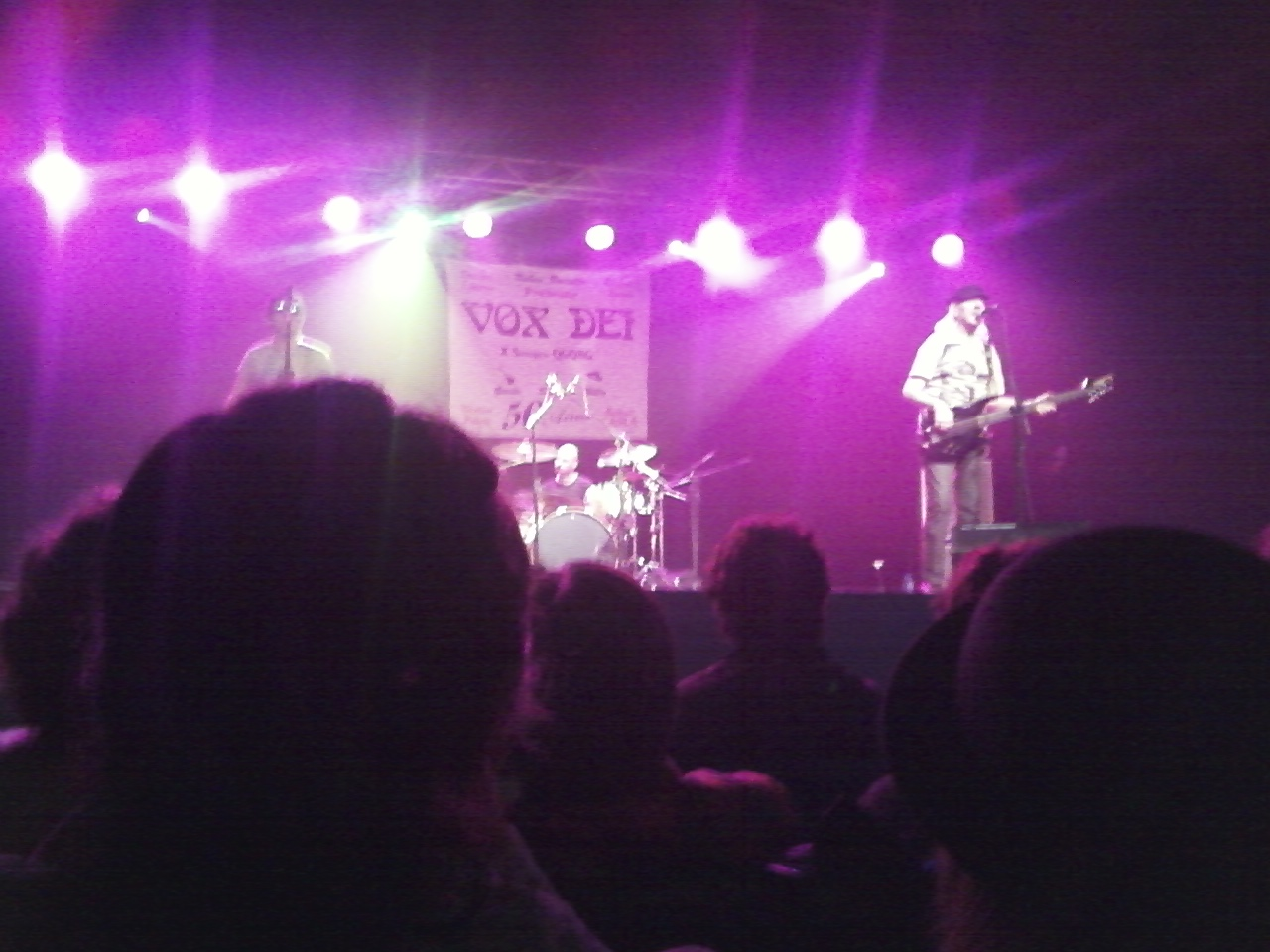
Willy Quiroga Vox Dei festejando 50 años en el rock argentino, Octubre de 2017. De der. a izq.: Willy Quiroga (bajo), su hijo Simón (batería) y Carlos Gardelini en guitarra.

En 2016 Willy Quiroga continúa al frente de la banda, acompañado por Simón Quiroga (su hijo) en batería, y por Carlos Gardellini en guitarra, y en Diciembre son reeditados por primera vez en CD Estamos en la pecera y Ciegos de siglos; a través de La Rompe Records, el sello de la banda, en acuerdo con Sony Music. 
Un fallo judicial de junio de 2017 accedió al reclamo de Soulé contra Quiroga por el "uso indebido" del nombre "Vox Dei", por considerar que no era ético continuar utilizándolo al no quedar más que sólo uno de los miembros originales. Finalmente Willy Quiroga optó por seguir legalmente bajo el nombre Willy Quiroga Vox Dei.
En 2023 se reedita el disco Gata de noche bajo el sello La Rompe Records/Fonocal, luego de un excelente trabajo de remasterización de la cinta original se publica en formato CD y vinilo.
El 15 de agosto de 2024, y debido a problemas de salud, Willy Quiroga anuncia oficialmente la disolución de la banda, participando solamente en un par de funciones programadas a fines de dicho mes, tras lo cual, luego de 57 años de actividad, se disolvió finalmente la agrupación. Sin embargo, su último show fue en el festival Vivimos música, realizado en el Parque Roca, el 28 de setiembre. 
El 21 de noviembre de 2024 se anuncia el fallecimiento de Willy Quiroga. El músico tenía 84 años y estaba internado luchando contra un avanzado cáncer de pulmón desde hacía varios meses a causa del EPOC.

## Integrantes

### Miembros
- Rubén Basoalto † - Batería, percusión y voz (1967-1981, 1986-2010). Miembro fundador.
- Willy Quiroga † - Bajo, guitarra, piano, teclados y voz (1967-1981, 1986-2024). Miembro fundador.
- Ricardo Soulé - Guitarra líder, piano, armónica, mandolina, violín y voz (1967-1974, 78-81, 86-89, 96-99, 2013). Miembro fundador.
- Juan Carlos Godoy - Guitarra rítmica y voz (1967–1971, 2013). Miembro fundador y compositor en la primera etapa del grupo.
- Simón Quiroga - Batería y percusión (2010-2024).
- Carlos Gardellini - Guitarra líder y coros (1992-1996, 1999-2024).
- Carlos Michelini - Guitarra solista y voz (1974-1975).
- Nacho Smilari - Guitarra rítmica (1971).
- Beto Fortunato - Guitarra (1974).
- Enrique Díaz - Guitarra rítmica y voz (1976-1978).
- Raúl Fernández - Guitarra líder (1976-1978).
- Sergio Pessina - Guitarra (1990-1993).
- Jorge León - Guitarra y voz (1990-1993).
- Daniel Laira - Guitarra (1990-1993).

### Formación clásica
- Ricardo Soulé
- Willy Quiroga
- Rubén Basoalto

### Colaboradores
- Juan "Pollo" Raffo - Teclados, sintetizador y coros en los discos La Biblia según Vox Dei en Vivo (1987), El regreso de la leyenda (1996) y La Biblia II (1997)
- Luis Valenti - Teclados y coros en el disco La Biblia según Vox Dei en Vivo (1987)
- Chiche Graciano - Teclados en los discos Tengo razones para seguir (1988) y Sin darle ya más vueltas (1994)
- Carlos Rodríguez - Guitarra rítmica en los temas "Es necesario salirte a buscar" y "Algo está cambiándome a mí" del disco Vox Dei para Vox Dei (1974)
- Rolando Morris Robinson - Percusión en el disco Caliente (1970)
- Andrés Masetti - Orquestación y arreglos en el tema "Mago de los cuatro vientos" del disco Vox Dei para Vox Dei (1974).
- Nacho Smilari - Piano en el tema "No hay nada más terrible que el maldito bong" del disco Vox Dei para Vox Dei (1974).
- Calambre's - Piano en el disco Jeremías, pies de plomo (1972)
- Roberto Lar: Dirección de orquesta y coro en el disco La Biblia (1971)
- Las Tarántulas - Percusión en el disco Estamos en la pecera (1975)
- Guillermo Lechner - Saxofón en el tema "Reflexión de dos por miles a medianoche" en el disco Ciegos de Siglos (1976)
- Oscar "Mono" López - Bajo en el tema "No Dejaré que Viva en Mí" del disco Gata de noche (1978)
- Daniel Benítez - Saxofón en el tema "El amor cabalga en el viento" del disco Sin darle ya más vueltas (1994)
- Simón Quiroga - Bajo en los temas "No dejaré que viva en mí" y "Torcazas y pinos" del disco El regreso de la leyenda (1996)

## Discografía

### Álbumes
- "Azúcar amarga / Quiero ser" (simple, 1969)
- "Presente / Doctor Jekill" (simple, 1970)
- Caliente (LP 1970)
- La Biblia (LP Doble 1971)
- "Donde has estado todo este tiempo / Tan sólo un hombre" (simple, 1971)
- Jeremías, Pies de Plomo (LP 1972)
- Cuero caliente (LP 1972)
- La nave infernal (LP 1973) - Vivo
- Es una nube, no hay duda (LP 1973)
- Vox Dei para Vox Dei (LP 1974)
- Estamos en la pecera (LP 1975)
- Ciegos de siglos (LP 1976)
- Gata de noche (LP 1978)
- La Biblia en vivo (LP 1987) - Vivo
- Tengo razones para seguir (LP 1988)
- Sin darle ya más vueltas (CD 1994)
- El regreso de la leyenda (CD 1996) - Vivo
- La Biblia II (CD 1997)
- El camino (CD 2005)
- Vox Dei en vivo (CD 2007)
- La Biblia 40 años (CD 2013) - Vivo

Como Willy Quiroga Vox Dei
- Gran Rex - 50 años de Rock Nacional (En vivo) - 2017
- Esta Noche No Parece Igual (En vivo) - 2019
- La Cinta Perdida (grabación inédita de 1992) - 2025